# Ludwika Gabriela Bednarek
Ludwika Gabriela Bednarek - (ur. 19 listopada 1919, zm. 8 listopada 2020 w Mszanie Dolnej) polska siostra zakonna, dama Krzyża Komandorskiego Orderu Odrodzenia Polski.
Ludwika Gabriela Bednarek urodziła się w 1919 roku. Do Zgromadzenie Sióstr Franciszkanek Rodziny Maryi wstąpiła w 1935 r. W 1942 r. we Lwowie ukończyła trzyletnie Seminarium dla Wychowawczyń Przedszkoli. Później podczas II wojny światowej pracowała w domach dziecka dla sierot polskich i żydowskich. Mimo konsekwencji które mogły spaść na siostrę za ukrywanie żydowskich dzieci ona wraz z innymi siostrami przygarnęły ok. 40 dzieci wśród nich ok. 15 żydowskich dziewczynek. Po wojnie też pracowała domach dziecka.
Przez wiele lat siostra Ludwika Bednarek była przełożoną domów zakonnych w Krakowie, Borku Fałęckim, Ostrowcu Świętokrzyskim itd.
5 sierpnia 2019 roku w Mszanie Dolnej siostra Ludwika została uroczyście odznaczona Krzyżem Komandorskim Orderu Odrodzenia Polski w imieniu prezydenta RP Andrzeja Dudy przez Adama Kwiatkowskiego.
Zmarła 8 listopada w Mszanie Dolnej, została pochowana na cmentarzu parafialnym w Mszanie Dolnej.

## Odznaczenia
- Krzyż Komandorski Orderu Odrodzenia Polski - (2019)
- pamiątkowy Medal Św. Michała Archanioła